# Église Saint-Ambroise de Montréal
Pour les articles homonymes, voir Saint-Ambroise (homonymie).
L'église Saint-Ambroise est une église du quartier La Petite-Patrie à Montréal. Elle est située au 1215 Rue Beaubien Est, entre les rues de La Roche et de Normanville.

## Architecture
L'église Saint-Ambroise date de 1924-1925. Elle fait partie d'un ensemble architectural comprenant aussi le presbytère et l'école Anthelme-Verreau, tous trois conçus par l'architecte montréalais Ernest Cormier, ainsi que l'école Saint-Ambroise, dessinée par Jean-Omer Marchand.
L'église Saint-Ambroise fut l'une des premières œuvres marquantes d'Ernest Cormier. Celui-ci s'est inspiré de l'architecture pré-romane de l'Italie du Nord, notamment pour le plan et les formes très simples de l'ensemble. Le clocher rappelle le Campanile de Saint Marc, à Venise. La façade et les murs de l'église sont recouverts de briques brunes.

### Détails de l'église
Dans le tympan au-dessus de la porte il y a une icône qui représente saint Ambroise de Milan vêtu en évêque, avec le bâton pastoral et la plume pour écrire. Un ange l'inspire, c'est-à-dire le souffle à l'oreille ce qu'il a à écrire.
Pour comprendre cette représentation, il faut savoir que saint Ambroise, né à Trèves vers 340 et mort en 397, évêque de Milan de 374 à 397, est l'un des Pères de l'Église latine. On a dit de saint Ambroise qu'il était plus un catéchiste qu'un théologien, parce que tout le monde peut comprendre ce qu’il a écrit.
Il est connu en tant qu'écrivain et poète. Il a beaucoup écrit pour protéger l'Église. Il est l'un des protagonistes des débats contre l'arianisme. C'est auprès de lui que Augustin d'Hippone se convertit au christianisme.
Il est honoré comme saint par l'Église catholique qui le fête le 7 décembre.

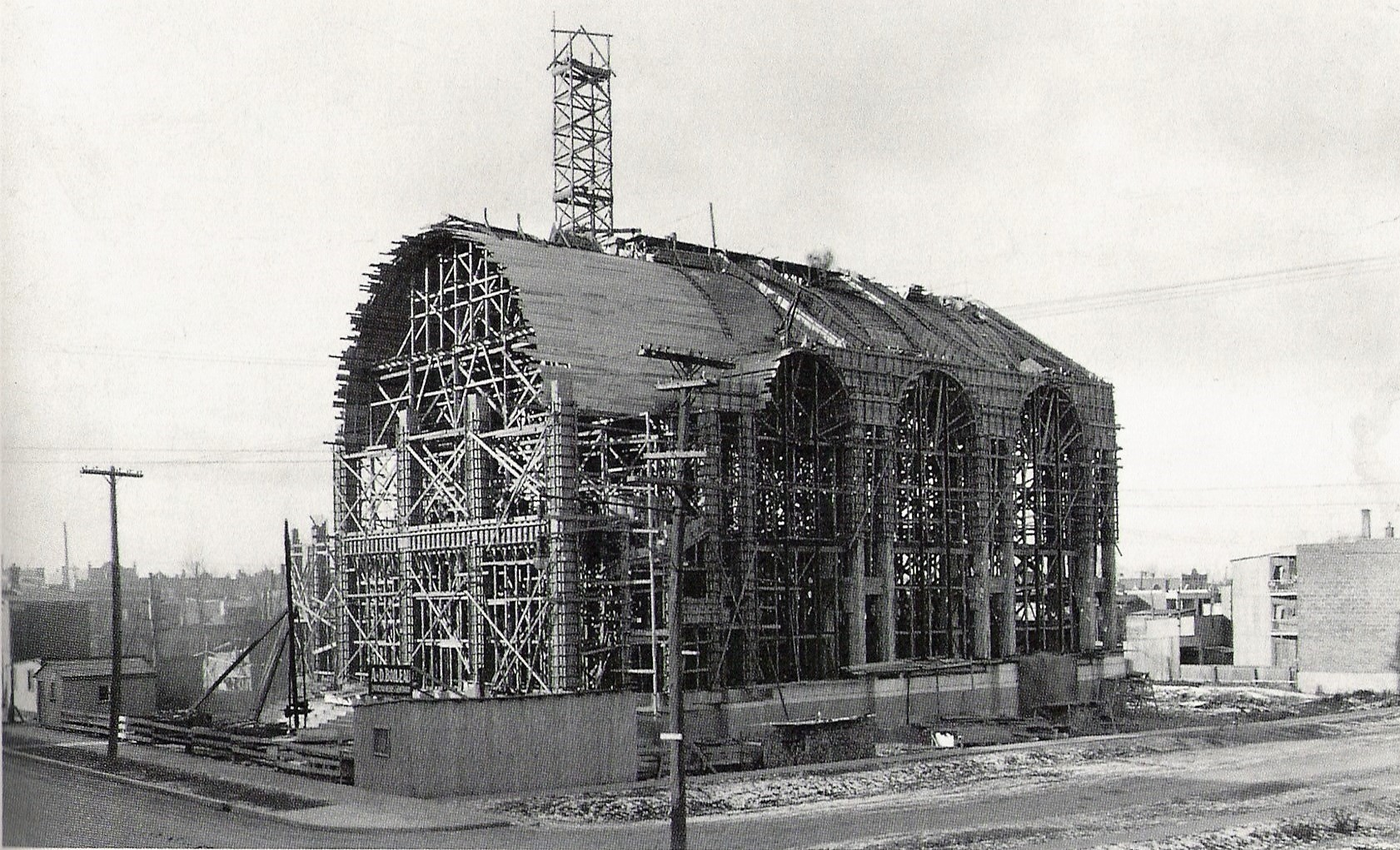
Construction, 1924
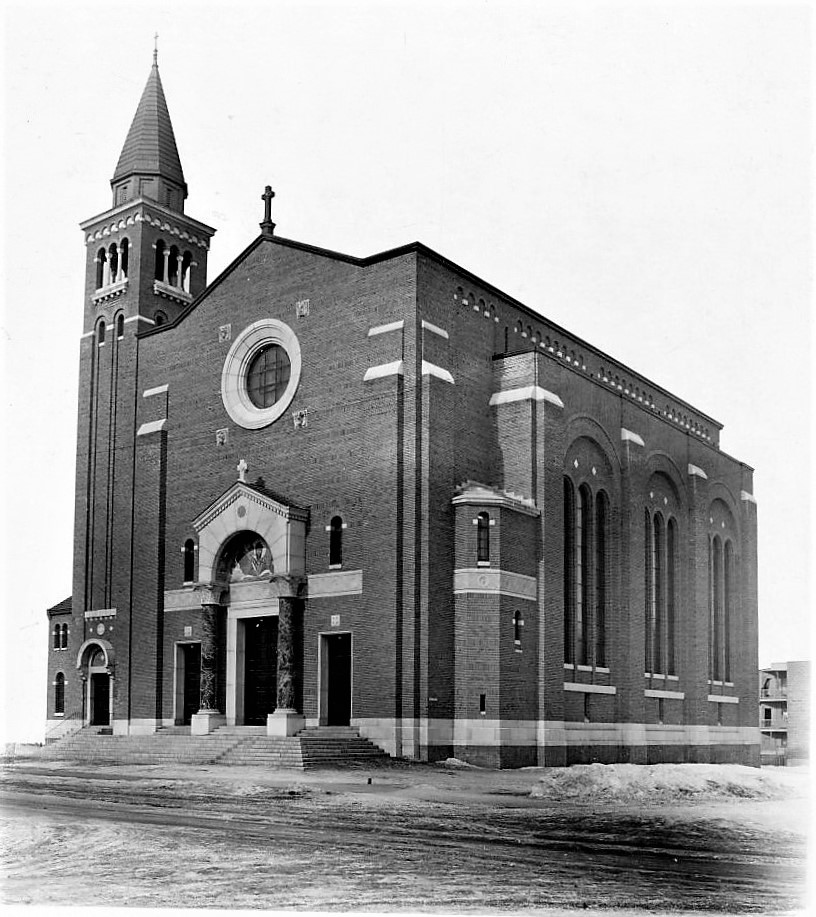
1926
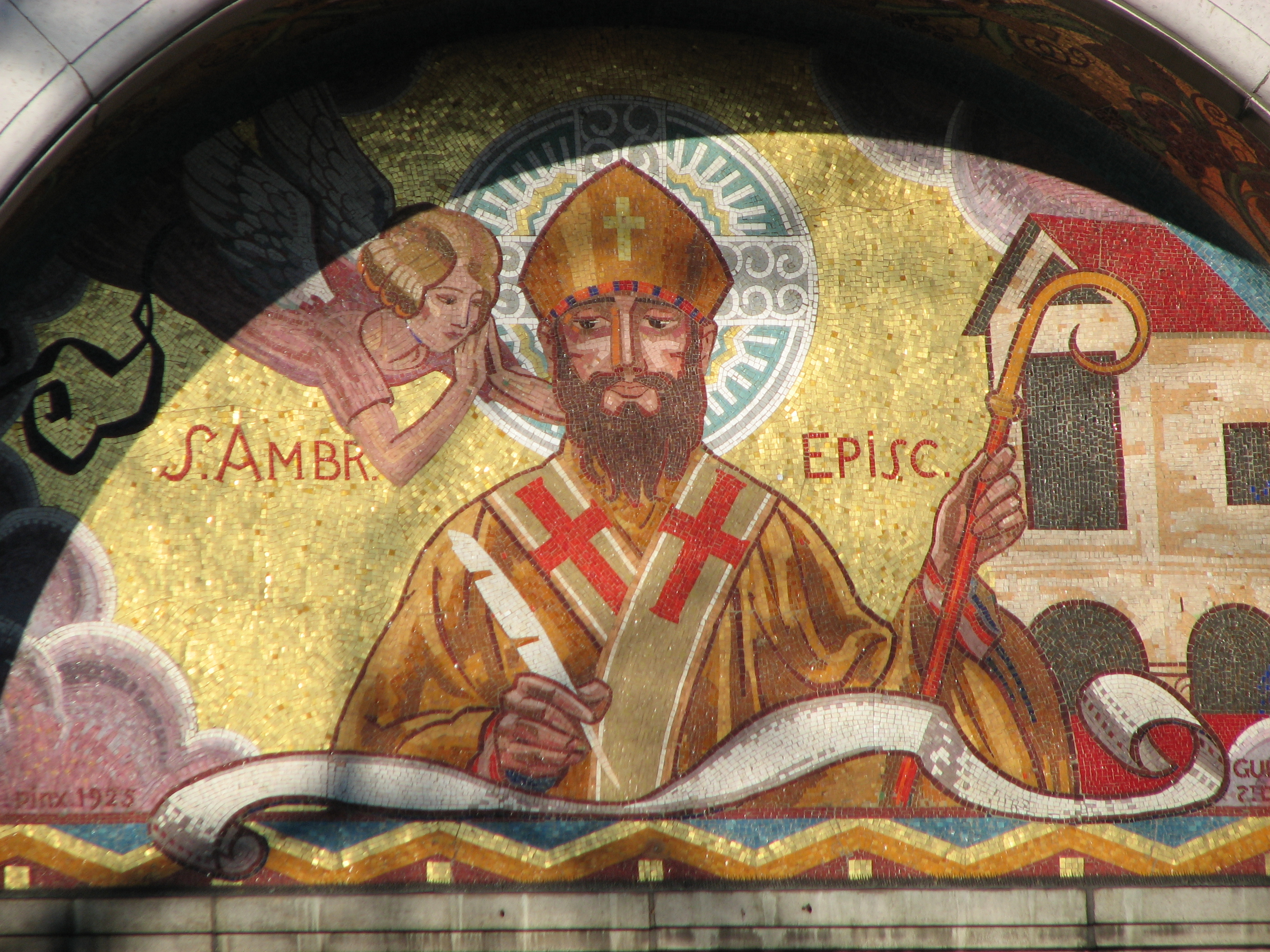
Saint Ambroise

## Histoire
(juin 2021).
- 26 mai 1923 décret d'érection canonique de la paroisse Saint Ambroise par Monseigneur Georges Gauthier[1]
- 1er juin 1923 nomination de l'abbé Théophile Maréchal comme curé de la paroisse[1]
- 11 juin 1923 formation du corps de la fabrique (marguilliers)[1]
- Juillet 1924 début de la construction de l'église, conçue par Ernest Cormier, architecte[1]
- 10 mai 1925 bénédiction de la pierre angulaire[1]
- 25 décembre 1925 première Messe de Noël[1]
- 16 septembre 1927 construction du presbytère[1]